# Aurel Șelaru

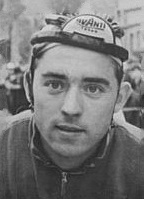
Aurel Șelaru (1960)

Aurel Șelaru (* 15. März 1935 in Bukarest; † 3. Februar 2020) war ein rumänischer Radrennfahrer und nationaler Meister im Radsport.

## Sportliche Laufbahn
Șelaru war Teilnehmer der Olympischen Sommerspiele 1960 in Rom. Bei den Spielen schied er im olympischen Straßenrennen beim Sieg von Wiktor Kapitonow aus. Die rumänische Mannschaft kam im Mannschaftszeitfahren mit Ion Cosma, Gabriel Moiceanu, Aurel Selaru und Ludovic Zanoni auf den 6. Rang. Er gewann elf nationale Titel im Radsport, so gewann er unter anderem die Meisterschaft im Straßenrennen und im Mannschaftszeitfahren 1958. 1958 wurde er Vierter in der Rumänien-Rundfahrt und holte einen Etappensieg, 1961 gelang ihm ein weiterer Tageserfolg.
An der Internationalen Friedensfahrt nahm Șelaru 1958 (56. Platz) und 1962 (ausgeschieden) teil.